# Irma Adelman
Irma Glicman Adelman (n. 14 martie 1930, Cernăuți, România – d. 5 februarie 2017, Paris, Franța) a fost o economistă româno-americană.

## Viața timpurie și educația
Adelman s-a născut în Cernăuți, România. În 1939 s-a mutat cu familia sa în Palestina, unde și-a continuat educația la liceu, fugind de regimul nazist.
După liceu, în 1949, Adelman s-a mutat în Statele Unite și a urmat cursurile Universității Berkeley din California, unde a obținut o diplomă de licență în domeniul Administrării Afacerilor în 1950, masterul în economie în 1951, și titlul de doctor în economie în 1955.

## Carieră și cercetare
În primii doi ani de după facultate Adelman a ocupat poziția de instructor și profesor asistent la facultatea unde a terminat; în anul universitar 1958-1959 a fost profesor invitat al Mills College. După aceea, ea a devenit profesor asistent la Universitatea Stanford, unde a stat până în 1962. În acel an, Adelman s-a mutat la Universitatea Johns Hopkins, unde a fost profesor asociat până în 1965, când s-a mutat la Universitatea Northwestern. După ce a plecat de la Northwestern, Irma a ajuns la Universitatea din Maryland, în 1972 și a rămas acolo până în 1978. Apoi a îndeplinit funcția de profesor la Departamentul de Agricultură și Economie a Resurselor la Universitatea Berkley din California din 1979 până la pensionare în 1994.
Adelman a adus contribuții importante în domeniul dezvoltării economiei. Studiile sale au arătat efectele dezvoltării unei țării asupra structurii economice și politice a ei, și a consultat Divizia de Dezvoltare Industrială a Națiunilor Unite, Ministerul American al Agriculturii, Agenția Internațională pentru Dezvoltare și Banca Mondială.

## Distincții și premii
- Fellow, Academia Americană de Arte și Științe (1974)
- Cleringa, Universitatea Leiden (1977)
- Membră a Econometric Society
- Membră a American Economic Association